# Centro de Justicia de Viña del Mar
El Centro de Justicia de Viña del Mar es el inmueble que alberga a los tres Juzgados Civiles y al Juzgado de Familia de la ciudad de Viña del Mar, Región de Valparaíso, Chile. El edificio, en forma de L, cuenta con un acceso por calle Traslaviña, en donde se entra a los Tribunales de Familia, y otro por calle Arlegui, entrada principal a los Tribunales Civiles.
El inmueble, construido en hormigón armado, cuenta con cinco niveles y un subterráneo, y en el tercer piso tiene una gran terraza abierta. Su construcción comenzó en 2015, y fue inaugurado en septiembre de 2017 por el presidente de la Corte Suprema Hugo Dolmestch, la presidenta de la Corte de Apelaciones de Valparaíso, Inés María Letelier Ferrada, la alcaldesa Virginia Reginato, entre otras autoridades.